# Krč Bosiljevski
Krč Bosiljevski is een plaats in de gemeente Bosiljevo in de Kroatische provincie Karlovac. De plaats telt 28 inwoners (2001).